# Jardin botanique de Liberec
Le jardin botanique de Liberec (en tchèque, Botanická zahrada Liberec) est un jardin botanique situé dans la ville de Liberec en République tchèque.
Datant de 1876, il occupe son emplacement actuel depuis 1895. Il abrite notamment une importante collection de plantes grasses, de plantes carnivores, de cactus et d'orchidées, totalisant environ 7 500 espèces. Il est situé sur Purkynova, 1.

## Collections

### Plantes carnivores
La collection de plantes carnivores est l'œuvre de l'actuel directeur du jardin, Miroslav Studnicka. Ce botaniste a d'abord collectionné des espèces à son propre domicile, et devant l'ampleur de la collection, a décidé de la transférer dans les serres du jardin botanique. Considérablement enrichie depuis son installation, cette collection est aujourd'hui reconnue à l'échelle internationale.

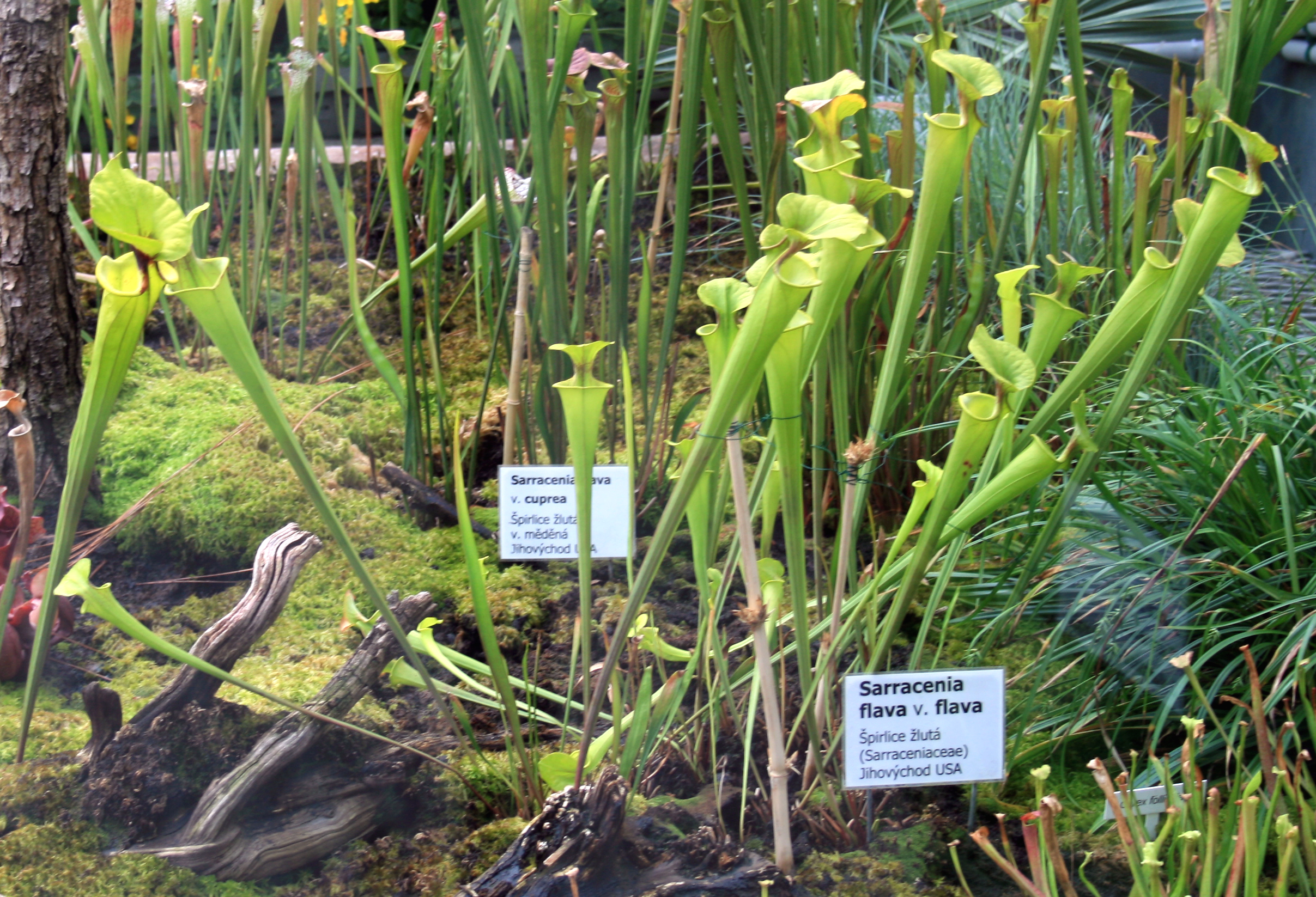
Sarracenia flava dans une serre du jardin (2010).
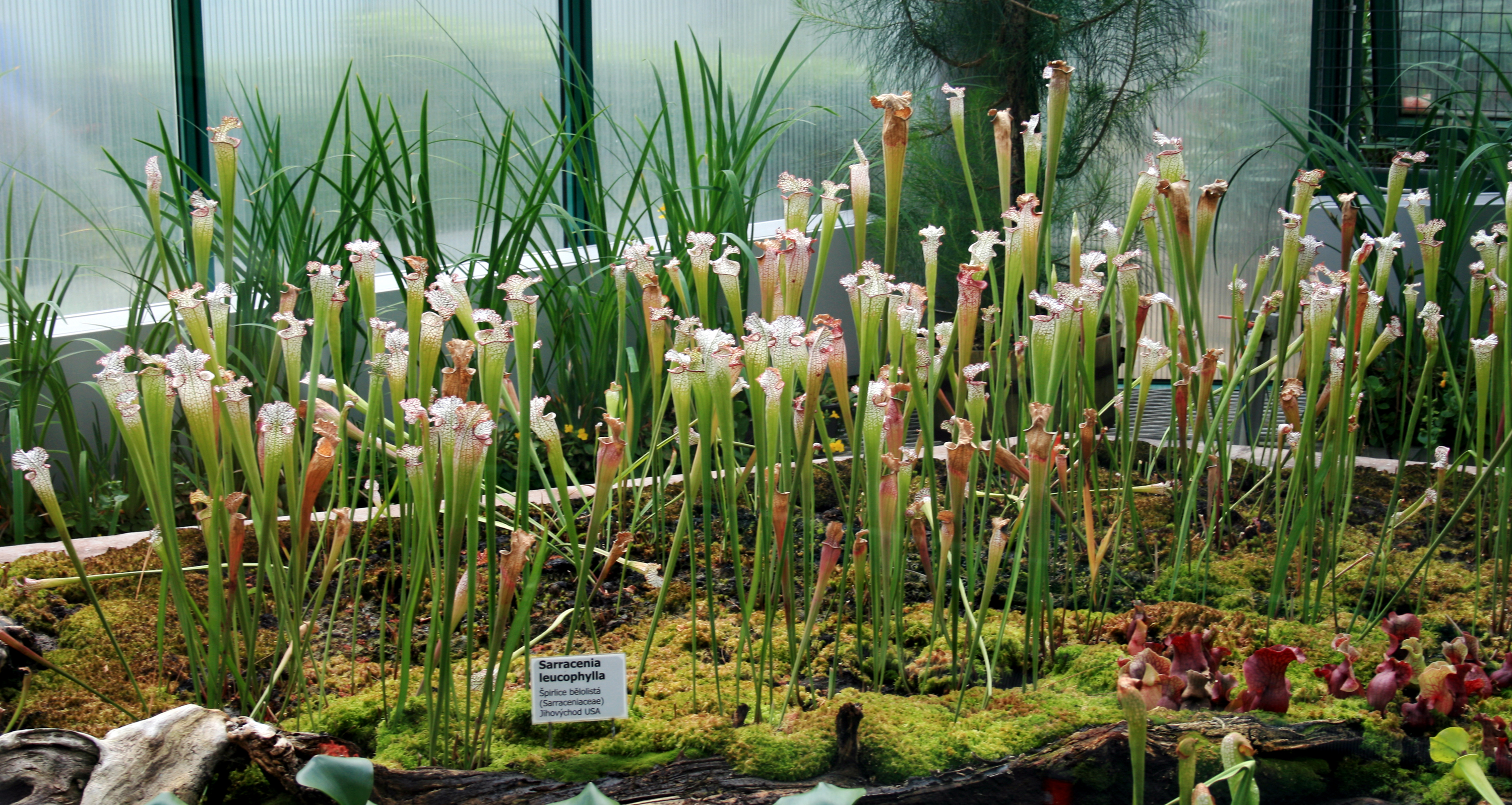
Sarracenia leucophylla dans une serre du jardin (2010).